# Cangaíba
Cangaíba es un distrito ubicado en la zona este de la ciudad de Sao Paulo, Brasil. Administrativamente pertenece a la subprefectura de Penha. 

## Historia
El desarrollo del distrito de Cangaíba está vinculado a la llegada de los primeros colonos a Brasil y a la fundación de la ciudad de São Paulo de Piratininga en 1554.
El encuentro entre los colonizadores portugueses y los indios no siempre fue amistoso pero Tibiriçá, cacique de la tribu Inhampuambuçu, se unió a los jesuitas y se hizo cristiano. Su hermano, Cacique Piquerobi, disgustado con esta alianza que amenazaba a su pueblo, emigró con su tribu a las orillas orientales del Anhembi, estableciendo el asentamiento Ururaí.
Piquerobi se unió a otras tribus para expulsar a los portugueses de las tierras de São Paulo, en el primer gran conflicto entre indios y portugueses, la Guerra de Piratininga, donde es asesinado por su hermano Tibiriçá en 1562. Las tierras de Ururaí se extendían desde el antiguo valle de Ticoatira hasta São Miguel de Ururaí (São Miguel Paulista), abarcando las tierras del cerro Cangaíba, bordeado por los ríos Anhembi y Ticoatira, en la época el territorio pertenecía a la parroquia de Nossa Senhora da Penha de França.
Los indios estaban bajo la protección de los jesuitas que trataban de catequizarlos pero la llegada de los bandeirantes a la meseta paulista en busca de oro, les llevó a encarcelar a los indios al mismo tiempo que tomaban posesión de sus tierras.
Las plantaciones nativas se transformaron bajo el mando de los portugueses, dando paso a las sesmarías, extensas porciones de tierra donadas por el rey de Portugal para su explotación, apareciendo así las primeras estancias y pasturas de la región y los primeros vacunos traídos por Tomé de Sousa, dando origen al mayor rebaño de América de la época.
A finales del siglo XIX, el país sufrió profundos cambios con la liberación de los esclavos, la Proclamación de la República y la llegada de nuevos inmigrantes de diferentes etnias.
Paralelamente a estos acontecimientos, la ciudad de São Paulo prosperó con el inicio de la industrialización en las regiones orientales de Brás y Moóca, y fue en este contexto que surgirían las primeras subdivisiones urbanas en las regiones periféricas de la ciudad, decenas de aldeas surgieron en poco tiempo en torno al núcleo original de Penha de França. Fue en este contexto que se desarrolló el barrio de Cangaíba y sus decenas de aldeas a partir de la venta de parcelas de las antiguas haciendas y chácaras. 

## Distritos limítrofes
- Guarulhos (norte y noroeste).
- Ermelino Matarazzo (este).
- Ponte Rasa (sur).
- Penha (sur y suroeste).